# I segreti di Nicholas Flamel, l'immortale
I segreti di Nicholas Flamel, l'immortale (The Secrets of the Immortal Nicholas Flamel) è una serie di sei romanzi fantasy per ragazzi scritti da Michael Scott. La serie si è conclusa nel 2012 (nella versione originale in lingua inglese), e in Italia nel 2013. Il primo romanzo, L'alchimista è stato pubblicato nel 2007 in Gran Bretagna e nel 2008 in Italia. I successivi sono Il mago, L'Incantatrice, Il negromante, Il traditore e I gemelli.
Nei suoi romanzi, Scott è riuscito a fondere divinità provenienti dalle mitologie e dalle religioni di tutto il mondo e personaggi realmente esistiti. Infatti, oltre Nicholas Flamel e sua moglie Perenelle, tra le figure storiche troviamo John Dee, l'alchimista di Corte della Regina Elisabetta I, che decise addirittura la data della sua incoronazione, Niccolò Machiavelli, filosofo, scrittore e politico italiano, Giovanna d'Arco, eroina francese morta sul rogo perché accusata di stregoneria, e il Conte di Saint Germain, alchimista e politico di rilievo del Settecento che si diceva potesse trovarsi in luoghi diversi nello stesso tempo.
Tra le creature mitologiche compaiono: Ecate, chiamata anche Dea dai Tre Volti perché costretta ad invecchiare durante la giornata, era la dea della stregoneria e delle arti magiche greca; Scáthach, micidiale guerriera le cui imprese sono narrate nel Ciclo dell'Ulster, che secondo la leggenda poteva sbaragliare interi eserciti; la Mórrígan, Dea Corvo irlandese, rappresentante la morte e la distruzione; la Strega di Endor, una strega presentata nella Bibbia nel libro di Samuele, che si diceva che potesse, attraverso un amuleto, evocare gli spiriti; Bastet, la Dea Gatto egizia; la Sfinge, figlia di Echidna, che secondo la mitologia greca divorava chiunque non riuscisse a rispondere correttamente ai suoi indovinelli; le Dísir, comunemente note come le Valchirie, erano le dee minori della mitologia nordica che scortavano le anime dei defunti nel Valhalla; Areop-Enap, il Signore dei Ragni venerato nelle isole della Micronesia; Dagon, il dio della fertilità dei Cananei, che si dicesse fosse per metà pesce; Marte Ultore, il dio latino della guerra, con i suoi due figli, Phobos, dio della paura, e Deimos, divinità del panico; ed infine Níðhöggr, l'immenso serpente che si diceva fosse imprigionato nelle radici dell'Yggdrasill.
Oltre che alle divinità, Scott fa anche accenni a creature magiche, come i Golem, i Tulpa, i Vampiri vegetariani e gli Esseri Mannari.
Sono stati acquistati sin dal 2007 i diritti per farne un film (come riportato nel risvolto di copertina).

## Volumi del ciclo
- I segreti di Nicholas Flamel, l'immortale - L'alchimista (The Alchemyst: The Secrets of the Immortal Nicholas Flamel, 2008). L'alchimista, ovviamente, è Nicholas Flamel.
- I segreti di Nicholas Flamel, l'immortale - Il mago (The Magician: The Secret of the Immortal Nicholas Flamel, 2009). Il mago è John Dee.
- I segreti di Nicholas Flamel, l'immortale - L'incantatrice (The Sorceress: The Secrets of the Immortal Nicholas Flamel, 2010). L'Incantatrice è Perenelle Flamel (sebbene non venga chiamata Incantatrice, ma Fattucchiera nel testo del romanzo).
- I segreti di Nicholas Flamel, l'immortale - Il negromante (The Necromancer: The Secrets of the Immortal Nicholas Flamel, 2011). Il Negromante è Josh Newman.
- I segreti di Nicholas Flamel, l'immortale - Il traditore (The Warlock: The Secrets of the Immortal Nicholas Flamel, 2012). Il traditore (warlock, ovvero stregone, nell'originale) è Niccolò Machiavelli.
- I segreti di Nicholas Flamel, l'immortale - I gemelli (The Enchantress: The Secrets of the Immortal Nicholas Flamel, 2013). I gemelli sono Josh e Sophie Newman (nell'originale l'Incantatrice del titolo è Sophie Newman).

Sono stati pubblicati in lingua originale anche due e-book: The Death of Jeanne of Arc e Billy the Kid and the Vampires of Vegas, inediti in italiano.
A marzo 2015 la Mondadori ha pubblicato la raccolta dei primi 3 libri dal titolo I segreti di Nicholas Flamel, l'immortale - La prima trilogia.

## Trama
Le vicende narrate nella serie si svolgono nell'arco di circa una settimana, fra la fine di maggio ed i primi giorni del giugno 2007.
I protagonisti della saga sono Sophie e Josh Newman, due gemelli quindicenni, le cui vite vengono sconvolte dall'arrivo del dottor John Dee. Questi cerca di rubare uno strano libro detto "il Codice" dalla libreria nella quale lavora Josh; il proprietario della libreria, Nick Fleming, tenta di fermarlo con l'uso della magia, ma Josh riesce soltanto a strappare due pagine prima che il libro scompaia. Il dottor Dee rapisce anche Perry, la moglie di Nick.
Dopo la battaglia Nick rivela a Josh e Sophie di essere Nicholas Flamel, il famoso alchimista, di essere immortale e che loro sono in grave pericolo. Nicholas ritiene che i gemelli siano menzionati in una profezia presente nel Codice e che il destino del mondo dipenda dalla loro capacità di risvegliare le proprie sopite doti magiche. Inoltre, Nicholas e la moglie, privati del Codice, moriranno entro un mese, perché la loro sopravvivenza dipende dall'elisir dell'immortalità, la cui ricetta è scritta nel libro.
Nel frattempo il dottor Dee scopre la mancanza delle pagine, che sono proprio quelle che gli dovrebbero consentire di rievocare il suo maestro per poter dominare il mondo.
Queste sono le premesse delle avventure narrate nel ciclo, nel corso del quale i gemelli vengono un po' alla volta addestrati nell'uso della magia e tentano, insieme a Nicholas e a molti strani personaggi, di salvare Perry, il libro e il mondo.
Nei romanzi sono presenti numerosi luoghi famosi quali San Francisco, Londra, la Torre Eiffel, Stonehenge e molti personaggi storici (come ad esempio Niccolò Machiavelli, William Shakespeare, John Dee, Conte di Saint-Germain, Giovanna d'Arco) e mitologici come Ecate, Prometeo, e molti altri.

## Oggetti

### Libro di Abramo il Mago (Codice)
È un antichissimo libro, scritto dal misterioso Abramo, che sposò una delle prime homines. Nessuno conosce l'età esatta del Libro e nemmeno chi fosse Abramo. Il Libro contiene misteriosi e potenti incantesimi ed anche profezie. Contiene il segreto della pietra filosofale, che permette di mutare il metallo in oro e di trasformare le pietre in gioielli, e contiene anche "un'antica formula di erbe e incantesimi in grado di tenere a bada la malattia e la morte". Le sue pagine sono "fatte di qualcosa che sembrava corteccia pressata", la scrittura è spigolosa e frastagliata. Le parole si muovono. Come afferma Ecate nel primo romanzo, le sue pagine contengono la Magia Primordiale, la magia più antica di tutte. Per questo motivo ogni rappresentante della Prima Generazione "non tollera nemmeno la vista delle lettere del Libro". Mentre, invece, gli homines possono tranquillamente toccarlo; per questo motivo il Libro è sempre stato assegnato ad un guardiano umano. "... Abramo aveva il dono della Vista. Riusciva a scorgere gli intricati fili del tempo, e profetizzò che sarebbe giunto un giorno in cui il Codice e tutto il sapere in esso contenuto sarebbero stati necessari". Nicholas Flamel possiede il Codice da oltre mezzo millennio.
"Con la rilegatura di rame ossidato, era largo quindici centimetri e lungo poco più di venti; aveva le pagine spesse e ingallinte, dai margini logori."

### Spade del Potere
"Le somiglianze tra le quattro spade... erano evidenti: erano tutte lunghe una cinquantina di centimetri e ricavate da un unico pezzo di pietra. Delle quattro, solo Clarent era brutta e opaca; le altre erano levigate e lucenti.".

#### Excalibur
La Spada di Ghiaccio, posseduta da John Dee che, nel primo romanzo, la usa per distruggere l'Yggdrasill e, di conseguenza, uccidere Ecate e distruggere il suo Regno d'Ombra anche se non aveva previsto che succedesse prima di farlo.

#### Clarent
La Spada del Fuoco, gemella di Excalibur.
Era posseduta da Flamel che l'aveva nascosta all'interno di un muro della sua casa di Parigi. Nel secondo romanzo la dona a Josh. Nel terzo Josh la perde e viene presa da Dee. È nota anche come Lama del Codardo perché venne usata da Mordred (il figlio di Re Artù) per uccidere lo stesso Re Artù.
Grazie a Clarent, Josh riesce a sconfiggere Nidhogg liberato a Parigi dalle Disir.

#### Joyeuse
La Spada della Terra, è la spada gemella di Durendal.
Conosciuta anche come la Gioiosa, era la spada di Carlo Magno.

#### Durendal
La Spada dell'Aria, l'indistruttibile. Conosciuta anche come Durlindana, era la spada di Orlando, il paladino di Carlo Magno. "... una semplice spada di pietra. L'elsa era disadorna e la lama grigia era talmente lucida da sembrare metallica".

### Macuahuitl
È una spada azteca di proprietà di Kukulkan. È una mazza di giada incastonata di cristalli vulcanici. Nel quarto romanzo viene usata da Billy the Kid per minacciare Kukulkan.

### Le Rune
"Le Rune erano pezzi irregolari di pietra nera, incisi con linee spigolose, riquadri e tagli". Grazie a questo oggetto le valchirie riescono a richiamare lo spietato Nidhogg presente nel secondo libro.

### Pietra del Sole
"Un disco grigio e piatto... La pietra era lucida e levigata, e c'erano tracce di vernice d'oro e di bronzo sulla superficie. Al centro c'era una faccia con gli occhi rotondi e la bocca spalancata, con una serie di anelli intorno. All'interno di ogni anello erano scolpiti innumerevoli simboli tozzi.".
Appartiene a Prometeo, che la usa per addestrare Josh nella Magia del Fuoco.

### Teschio di Cristallo
Compare verso la fine del quarto romanzo. Era conservato dai coniugi Flamel e viene usato per "vedere" dove si trova Josh attraverso i suoi occhi.
"Era tecnologia degli Arconti, che avevano creato i teschi basandosi su un sapere ancora più antico."

### Frusta di cuoio e argento
Appartiene a Perenelle, che la dona a Sophie. È intrecciata con i serpenti strappati dalla chioma di Medusa.

### Vimana
Specie di dischi volanti usati a Danu Talis.

### Kopesh
I micidiali falcetti-spada usati dagli anpu.

### Scarabeo di giada
Appartiene a Tsagaglalal, a cui fu donato da suo marito Abramo. Perenelle, nel quinto libro, lo usa per togliersi un giorno di vita e donarlo a suo marito.

### Tavolette di smeraldo
Pietre verdi, piatte e rettangolari; larghe più o meno 10 cm e lunghe 20. Sono lettere dal passato, scritte da Abramo diecimila anni fa. Sono state conservate da Tsagaglalal. "Entrambi i lati erano coperti da una grafia stretta e sottile...: triangoli, semicerchi e rette, simboli vagamente logici e matematici e punti astratti".

### Specchio di cristallo
"Più antico del genere umano, risaliva a un'epoca antecedente agli Antichi Signori, agli Arconti e perfino ai Grandi Antichi che li avevano preceduti. Si trattava di un manufatto dei Signori della Terra, restituito alla terraferma dopo che l'isola di Danu Talis era stata strappata al suo primigenio fondale marino". Era un "... piccolo rettangolo di cristallo incastonato nella semplice cornice nera che non era di legno né di metallo né di pietra".
Quetzalcoatl l'aveva rubato dal Palazzo del Sole dopo aver scoperto accidentalmente che, se nutrito con il sangue, lo specchio permetteva di vedere meraviglie e di essere trasportati in un altro luogo.

### Tonbogiri
Fucili usati dagli anpu.